# 霍林郭勒站
霍林郭勒站是位于内蒙古自治区通辽市霍林郭勒市的一个铁路车站，建于2007年，有通霍铁路、锡乌铁路经过该站，现办理客货运业务，车站及上下行区间均已电气化。车站距离通辽站404公里，隶属沈阳局集团霍林郭勒车务段，是三等站。该站建筑面积1560平方米，投资共717万元。